# Гаррі Лотт
Гаррі Лотт (англ. Harry Lott, 13 січня 1880 — 5 лютого 1949) — американський академічний веслувальник.
Олімпійський чемпіон 1904 року в складі вісімки.